# 바바리아소나무밭쥐
바바리아소나무밭쥐(Microtus bavaricus)는 밭쥐속에 속하는 설치류의 일종이다. 유럽 오스트리아와 이탈리아, 바바리아 알프스산맥에서 발견된다. 해발 600~1,000m 고도의 습윤 목초지에서 서식한다. 23점의 박물관 표본이 있다. 이전에는 독일 바바리아 가르미슈파르텐키르헨의 단 한 곳에서만 알려져 있었다. 그러나 2000년 티롤 북부 독일과 오스트리아 국경지대에서 한 개체군이 발견되었다. 국제 자연 보전 연맹(IUCN)이 "절멸위급종"으로 분류하고 있다.

## 같이 보기
- 나사로 분류군